# Frédéric Baud
Frédéric Baud (* 5. Februar 1975 in Pontarlier) ist ein ehemaliger französischer Nordischer Kombinierer.

## Werdegang
Baud, der für Les Douanes Pontarlier startete, gab sein internationales Debüt bei den Nordischen Skispielen der OPA 1990 in Breitenberg, wo er beim Skisprung-Wettbewerb den 20. Platz belegte. In den folgenden Jahren trat Baud in den Disziplinen Skisprung und Nordische Kombination an internationalen Jugendwettkämpfen wie dem Alpencup an. Bei den Nordischen Junioren-Skiweltmeisterschaften 1992 in Vuokatti gewann Baud gemeinsam mit Jérôme Ziglioli und Étienne Gouy die Bronzemedaille in der 3 × 10-km-Staffel. Ein Jahr später sprang Baud bei den Nordischen Junioren-Skiweltmeisterschaften 1993 in Harrachov beim Teamspringen auf den sechsten Rang. Eine Woche später erreichte er als Dritter in Chaux-Neuve erstmals das Podest im zweitklassigen B-Weltcup der Nordischen Kombination. In dieser Wettkampfserie war Baud im restlichen Karriereverlauf sehr erfolgreich. So konnte er insgesamt zehn B-Weltcup-Siege erringen und sowohl in der Saison 1996/97 als auch im Winter 1999/00 die Gesamtwertung gewinnen. Während er bereits am 2. März 1997 in Courchevel seinen ersten Sieg feiern konnte, gelang ihm sein letzter Erfolg am 19. März 2003 in Oberwiesenthal.
Beim Saisonauftakt 1993/94 debütierte Baud in Saalfelden im Weltcup und konnte dabei als Zwölfter auf Anhieb die Punkteränge erreichen. Auch in den folgenden Jahren war Baud häufig Teil des französischen Weltcup-Teams und konnte mehrmals Punktgewinne für die Weltcup-Gesamtwertung erzielen. Baud konnte insgesamt dreimal unter die besten Zehn laufen, erreichte jedoch nie das Podest. Seine beste Saison absolvierte er im Winter 2000/01, als er bei seiner ersten Teilnahme in Kuopio bereits Zehnter wurde und nach weiteren guten Ergebnissen Rang 24 in der Gesamtwertung belegte. In seiner Karriere nahm Baud an drei Nordischen Skiweltmeisterschaften sowie einmal an Olympischen Winterspielen teil. Bei den Weltmeisterschaften 1999 in der Ramsau präsentierte er sich mit dem 13. Platz im Gundersen Einzel in Topform. Darüber hinaus belegte er im Sprint von der Großschanze Rang 22 und verpasste gemeinsam mit Fabrice Guy, Sylvain Guillaume und Nicolas Bal erst im Zielsprint als Vierter die Medaillenränge. Zwei Jahre später bei den Weltmeisterschaften 2001 in Lahti erreichte er bei den Einzelwettbewerben die mittleren Ränge und wurde mit dem Team enttäuschend Neunter. Im Jahr 2002 war Baud Teil der französischen Delegation bei den Olympischen Winterspielen in Salt Lake City und wurde bei allen drei Wettbewerben eingesetzt. So erreichte er im Gundersen Einzel von der Normalschanze den 37. Platz, ehe er gemeinsam mit Ludovic Roux, Kevin Arnould und Nicolas Bal Sechster mit dem Team wurde. Im Sprint verbesserte sich Baud auf den 27. Platz. Bei seiner letzten Teilnahme an Weltmeisterschaften im Jahr 2003 kam er lediglich im Gundersen Einzel von der Normalschanze zum Einsatz und belegte dabei den zwölften Platz.
Baud beendete im Frühjahr 2004 seine sportliche Laufbahn. Nach seiner Karriere war Baud unter anderem als französischer Nationaltrainer in der Nordischen Kombination tätig, trat allerdings im Januar 2019 nach rund sechs Monaten wegen internen Streitigkeiten zurück.

## Privates
Frédéric Baud ist der Vater der Nordischen Kombinierer Mattéo und Romane Baud.

## Statistik

### Platzierungen bei Olympischen Winterspielen
| Jahr und Ort        | Wettbewerb | Wettbewerb | Wettbewerb |
| Jahr und Ort        | Gundersen  | Sprint     | Team       |
| ------------------- | ---------- | ---------- | ---------- |
| 2002 Salt Lake City | 37.        | 27.        | 06.        |

### Platzierungen bei Weltmeisterschaften
| Jahr und Ort       | Wettbewerb | Wettbewerb | Wettbewerb |
| Jahr und Ort       | Gundersen  | Sprint     | Team       |
| ------------------ | ---------- | ---------- | ---------- |
| 1999 Ramsau        | 13.        | 22.        | 04.        |
| 2001 Lahti         | 20.        | 26.        | 09.        |
| 2003 Val di Fiemme | 12.        | –          | –          |

### Weltcup-Platzierungen
| Saison  | Platz | Punkte |
| ------- | ----- | ------ |
| 1993/94 | 53.   | 052    |
| 1995/96 | 37.   | 198    |
| 1996/97 | 52.   | 024    |
| 1998/99 | 34.   | 290    |
| 2000/01 | 24.   | 381    |
| 2001/02 | 44.   | 267    |
| 2002/03 | 32.   | 121    |

### B-Weltcup-Platzierungen
| Saison  | Platz | Punkte |
| ------- | ----- | ------ |
| 1991/92 | 25.   | 019    |
| 1992/93 | 12.   | 025    |
| 1993/94 | 19.   | 023    |
| 1994/95 | 14.   | 088    |
| 1996/97 | 01.   | 177    |
| 1997/98 | 04.   | 187    |
| 1999/00 | 01.   | 264    |
| 2003/04 | 92.   | 002    |